# Il caso dei fratelli siamesi
Il caso dei fratelli siamesi (titolo originale The Siamese Twin Mystery) è un romanzo poliziesco del 1933, il settimo scritto dalla celebre coppia di autori americani sotto lo pseudonimo di Ellery Queen.

## Trama
Ellery Queen e suo padre, di ritorno da una vacanza in Canada, si perdono nei boschi dello stato di New York. Un incendio li costringe a rifugiarsi in una casa arroccata sulla cima di una montagna dove il Dottor Xavier, che li ospita, esegue strani esperimenti. Il giorno dopo, il Dottor Xavier viene ritrovato cadavere nel suo studio, e i due investigatori, isolati dal resto del mondo a causa dell'incendio, devono svelare il mistero del suo ultimo messaggio da moribondo, circondati da strani personaggi che occupano, a vario titolo, la casa. Mentre le fiamme si avvicinano sempre di più, e sembrano destinate a inghiottire insieme innocenti e colpevole, l'assassino colpirà una seconda volta ed Ellery sbaglierà in diverse occasioni, prima di arrivare infine alla soluzione corretta.

## Personaggi principali
- Dottor John Xavier - chirurgo in pensione
- Sarah Isère Xavier - sua moglie
- Mark Xavier - avvocato, suo fratello
- Marie Carreau - signora dell'alta società
- Jules e Francis Carreau - figli della signora Carreau
- Dottor Percival Holmes - medico, collaboratore del dottor Xavier
- Ann Forrest - segretaria della signora Carreau
- Signora Wheary - cuoca
- Bones - domestico
- Frank Smith - un tipo equivoco
- Richard Queen - capo della squadra omicidi di New York
- Ellery Queen - suo figlio, investigatore dilettante

## Critica
"Qualcosa di diverso dal solito per i due Queen, con una casa in un luogo remoto, un incendio che divampa in una foresta e dei personaggi peculiari. Sebbene alcune caratteristiche tipiche rimangano (ad esempio una mappa del luogo) alcuni aspetti mostrano il cambiamento nell'approccio di Queen alla storia: il crescente allontanamento dalle regole del «fair play» dell'età d'oro del giallo classico, dato che la soluzione finale dipende un po' troppo dall'intuizione più che dalla deduzione; il fatto che i personaggi si occupino per qualche tempo di qualcos'altro, oltre che della trama piuttosto lineare; e l'assenza rivelatrice della «Sfida al lettore». Per la seconda volta, dopo La tragedia di X, viene introdotto il «marchio di fabbrica» di Queen dell'indizio lasciato dalla vittima morente."

Jorge Luis Borges cita questo libro nel suo racconto Esame dell'opera di Herbert Quain, contenuto nella raccolta Finzioni (1941). L'insuccesso di un immaginario romanzo giallo pubblicato dall'ugualmente fittizio protagonista viene attribuito alla coincidenza della sua pubblicazione in contemporanea con The Siamese Twin Mystery.

Compare per la seconda volta in questo libro (dopo Il mistero delle croci egizie) una delle caratteristiche tipicamente associate al personaggio di Ellery Queen: la sua automobile Duesenberg (che, come viene precisato nel romanzo Colpo di grazia (1958), è un modello del 1924). A titolo di curiosità, l'auto dovrebbe finire distrutta nell'incendio che devasta la montagna, ma comparirà nuovamente nei romanzi Il mistero di Capo Spagna e La casa delle metamorfosi, scritti successivamente, oltre che in diversi racconti brevi.

Dei primi dieci romanzi di Ellery Queen, questo è il solo a non includere la tradizionale «sfida al lettore». L'autore si scuserà della sua omissione nel successivo romanzo Il delitto alla rovescia: "A un certo punto della storia, durante la creazione dei miei precedenti romanzi, ho smarrito una buona idea. [...] Ebbene, è successo qualcosa di strano. Neppure io so esattamente che cosa. Ricordo che dopo il completamento di un romanzo, dopo la sua composizione e dopo la correzione delle bozze, qualcuno alla casa editrice, un'anima meticolosa, indubbiamente, attirò la mia attenzione sul fatto che mancava la solita SFIDA. Pare che io avessi dimenticato di scriverne una."

Nel secondo capitolo Ellery Queen cita in particolare un'acquaforte, appesa nell'ingresso della casa del dottor Xavier, che riproduce il famoso dipinto La lezione di anatomia di Rembrandt.

## Edizioni italiane
- Il caso dei fratelli siamesi, traduzione di Cesare Giardini, Collana I Libri Gialli n.188, Milano, Arnoldo Mondadori Editore, giugno 1938. - I Capolavori dei Gialli Mondadori n.163, gennaio 1961; Prefazione e postfazione di Stefano Benvenuti e Gianni Rizzoni, Collana Oscar n.1047 (Oscar del Giallo n.12), Mondadori, 1976; I Classici del Giallo Mondadori n.490, novembre 1985; Collana Oscar Scrittori del Novecento n.1876, Mondadori, 2005, ISBN 88-04-53790-6.
- in  Ellery Queen investigatore. 4 indagini degli anni 30, a cura di Marco Polillo, Collezione Omnibus Gialli, Milano, Mondadori, 1982.
- in  Sfida al lettore, Introduzione di Ernesto G. Laura, Collezione Omnibus Gialli, Milano, Mondadori, maggio 1993, ISBN 88-04-37256-7.
- in  Una tranquilla vacanza... di paura. Un brivido giallo contro l'afa, traduzione di Gianni Montanari, a cura di Mauro Boncompagni, Collana Gli speciali del Giallo Mondadori n.38, Milano, Mondadori, luglio 2003.
- Il caso dei fratelli siamesi, traduzione di Gianni Montanari, Introduzione di Luca Crovi, Collana Oscar Moderni. Cult, Milano, Mondadori, 2022, ISBN 978-88-047-5135-9.